# Orquesta Filarmónica de Gran Canaria
La Orquesta Filarmónica de Gran Canaria es una orquesta sinfónica española con sede en Las Palmas de Gran Canaria, en las Islas Canarias. 

## Orígenes
Tiene sus orígenes en la orquesta formada en 1845 por la Sociedad Filarmónica de Las Palmas de Gran Canaria. Sus directores fueron Gregorio Millares, Eufemiano Jurado y Domínguez, Bernardino Valle (coincidiendo con la presidencia de honor ostentada por el compositor Camille Saint-Sans en sus visitas a Gran Canaria), Agustín Hernández Sánchez, Fernando Obradors, Gabriel Rodó, Enrique García Asensio y Marçal Gols.

## Actualidad
La actual Orquesta Filarmónica de Gran Canaria es fundada en 1980 bajo el paraguas de una fundación creada por el Cabildo de Gran Canaria.

###### Directores destacados
Desde entonces ha sido dirigida por maestros de la talla de Rudolf Barshai, Frans Brüggen, Rafael Frühbeck de Burgos, Bernhard Klee, Leopold Hager, Christopher Hogwood, Thomas Hengelbrock, Raymond Leppard, Jesús López Cobos, Trevor Pinnock, Mstislav Rostropovich, Pinchas Steinberg, Ralf Weikert, Antoni Wit, Adrian Leaper, Christoph Eschenbach, Jean-Claude Casadesus, Roy Goodman y Vasily Petrenko.
Han sido sus directores titulares Sabas Calvillo, Max Bragado Darman, José Ramón Encinar, Antoni Wit, Ondrej Leonard, Hubert Borgel (director asociado), Gabriel Chmura, Adrian Leaper, Pedro Halffter y Karel Mark Chichon.

###### Solistas destacados
Han actuado junto a la OFGC desde las grandes voces de la lírica como Montserrat Caballé, José Carreras, Plácido Domingo, Elina Garanca, Matthias Goerne, Alfredo Kraus, Petra Lang, Felicity Lott, Anne Sofie von Otter, René Pape, hasta los más reconocidos intérpretes instrumentales como Joaquín Achúcarro, Steven Isserlis, Janine Jansen, Isabelle van Keulen, Katia y Marielle Labèque, Alicia de Larrocha, Nikolai Lugansky, Mischa Maisky, Sabine Meyer, Daniel Müller-Schott, Eldar Nebolsin, Cécile Ousset, Maria João Pires, Mstislav Rostropovich, Fazil Say o Frank Peter Zimmermann, entre otros.

## Repertorio
La orquesta cuenta con un repertorio amplio y variado, que incluye obras del período clásico y romántico, así como también obras contemporáneas y de música de cine. Su temporada de conciertos, se completa con su intensa participación en el foso de los escenarios líricos de la Temporada de Ópera de Las Palmas de Gran Canaria y Temporada de Zarzuela de Canarias.  

## Giras
Embajadora cultural de Gran Canaria, destacan entre sus giras internacionales la que llevó a cabo en 1997 por Alemania y que supuso su debut en la Alte Oper Frankfurt, y un concierto en la Exposición Universal de Lisboa 98, dentro de los actos organizados por el Pabellón de España. 
En 2001 realizó una gira por Austria, Alemania y Suiza; actuando en el Grosses Festspielhaus de Salzburgo, la Philharmonie de Colonia o la Tonhalle de Zúrich. En 2006 viajó a Japón, ofreciendo conciertos en Tokio, Yokohama, Osaka, Fukushima y Musashino; en 2007 a China, visitando en los más importantes auditorios de Pekín, Shanghái, Guangzhou y Shenzhen; y en 2012 realizó una nueva gira a Alemania. 
La OFGC ha actuado en ciclos sinfónicos españoles “Grandes Orquestas del Mundo” de Ibermúsica (Madrid), Palau 100 (Barcelona), Palau de Valencia, “Conciertos de Palacio” (La Coruña), así como en el Festival Internacional de Música y Danza de Granada, Festival de Otoño en Madrid, Festival de Música Contemporánea de Alicante, Juventudes Musicales, EXPO 92, Madrid Capital Cultural Europea, “Música al atardecer” de Patrimonio Nacional (Real Monasterio de El Escorial), Festival Internacional de Música de Canarias, las Temporadas de la OCNE (Auditorio Nacional, Madrid), Sinfónica de RTVE (Teatro Monumental), Orquesta Sinfónica de Tenerife (Auditorio de Tenerife) y programas de intercambio con la Orquesta Sinfónica de Euskadi (San Sebastián, Vitoria, Bilbao y Pamplona) y la Orquesta Sinfónica de Navarra (Auditorio Baluarte). La OFGC reestrenó el Himno a Aragón de Bernardino Valle durante las celebraciones de la EXPO 2008 en Zaragoza.
Pionera en la actividad didáctica que inició de la mano del músico y pedagogo Fernando Palacios, la Orquesta también ofrece programas educativos y actividades para jóvenes y niños, con el objetivo de fomentar el amor por la música y el arte entre las nuevas generaciones. La OFGC forma parte de la Red de Organizadores de Conciertos Educativos y Sociales (ROCE).[cita requerida]

## Grabaciones
Entre sus grabaciones destacan las llevadas a cabo para Arte Nova / BMG,  ASV London y Agrup Arte bajo la batuta de Adrian Leaper,  para el sello Warner Classics España y Deutsche Grammophon España con Pedro Halffter y más recientemente para el sello Deutsche Grammophon/ Universal Group con Karel Mark Chichon, registrando ya dos álbumes par este sello: “Sol y Vida” con la mezzosoprano letona Elina Garanca y “Arias” con el tenor chileno-estadounidense Jonathan Tetelman, premiado como “Best Solo Album” en los Oper! Awards 2023, e incluido en la lista Editor's Choice de la revista británica Gramophone en la categoría de “The best new classical recordings”, en la lista de las mejores grabaciones de música clásica de 2022 del New York Times y Die Presse (Austria) y la nominación como Mejor grabación en la categoría de Recital para los International Opera Awards de 2022, entre otras distinciones.[cita requerida] También presente en este álbum, la pieza La fleur que tu m’avais jetée, de Bizet, junto al tenor Jonathan Tetelman, ha sido incluida por el New York Times entre las mejores grabaciones de música clásica de 2022.

## Sede
Su sala de ensayos recibe el nombre del que fuera su director en los años 50 del pasado siglo: Gabriel Rodó. 
La OFGC es miembro de la Asociación Española de Orquestas Sinfónicas. 